# Federació Internacional d'Orientació
Federació Internacional d'Orientació, en anglès International Orienteering Federation (IOF), és una confederació internacional d'organitzacions nacionals de l'esport d'orientació i el seu òrgan de govern internacional. La IOF va ser fundada el 1961 i reconeguda pel Comitè Olímpic Internacional el 1977. La IOF té 78 federacions membres a tots els continents, i és membre d'ARISF, IWGA, IMGA i GAISF. Les seves principals activitats són organitzades a través de comissions que es preocupen d'alguns aspectes del desenvolupament de l'esport a escala mundial. La IOF patrocina diverses competicions internacionals, inclòs el Campionat Mundial de l'Esport d'Orientació. La seva oficina central es troba a Hèlsinki, Finlàndia. El seu primer president va ser Eric Tobe, orientador que va guanyar un campionat de relleus de districte organitzat a Uppsala. La missió de la IOF és la de "difondre l'esport d'orientació, promoure el seu desenvolupament, i crear i mantenir un calendari d'esdeveniments atractiu a nivell mundial". El seu objectiu és que l'orientació sigui un esport realment global i inclòs en els Jocs Olímpics i els Jocs Paralímpics.